# 不動産所得
不動産所得（ふどうさんしょとく）とは、所得税における課税所得の区分の一つであって、不動産、不動産の上に存する権利、船舶又は航空機の貸付けによる所得をいう（所得税法26条）。ただし、事業所得又は譲渡所得に該当するものを含まない。

## 他の所得と競合する場合の所得区分

### 事業所得と不動産所得の区分
事業所得なのか不動産所得なのかは、判断の困難な所得がある。例えば、マンションの賃貸業から得られる所得は不動産所得である。一方で、ホテルの運営から得られる所得は事業所得となる。では、ウィークリーマンションの運営から得られる所得はどちらに分類されるのか。マンスリーマンションではどうか。このように、不動産所得と事業所得を類型的に区分することは困難であり、実際は個別の事情に合せた判断が必要となる。
この判断に当たっては、事業所得が山林所得と同様に資産性・勤労性結合所得であり、不動産所得が資産性所得であることをその手がかりとする。その上で、人的役務の提供が不動産の賃貸と一体となって初めて意味をなすようなサービスの提供であれば、これを事業所得とする。上述のウィークリーマンションの場合には、部屋の清掃サービスや食事の提供の有無等を基準として判断されることとなろう。

### 譲渡所得と不動産所得の区分
例えば、土地の上に借地権を設定する際に、権利金が授受される場合がある。これは不動産の貸付けによる所得と考えられる。しかし、借地権の設定期間が長期にわたり、かつ権利金の額があまりに多額となる場合は、実質的には不動産の譲渡と同様の結果をもたらす。よって所得税法上、一定の要件に該当する場合には、上記のような権利金の授受は譲渡所得とみなされる（所得税法施行令79条）。

## 課税方式
不動産所得の金額 ＝ 総収入金額 ー 必要経費
不動産所得は総合課税である。不動産所得の金額が他の所得と合算され、総所得金額へ集計される。なお、必要経費が総収入金額を上回れば不動産所得は赤字となり、一定の範囲で他の所得と損益通算をすることができる。
必要経費には、固定資産税、損害保険料、減価償却費、修繕費などが含まれる。
不動産所得（事業的規模）または事業所得を有する青色申告者は、最高65万円又は55万円の青色申告特別控除を受けることができる。それ以外の青色申告者は、最高10万円の青色申告特別控除を受けることができる（山林所得も可）。（青色申告には予め承認申請が必要だが、事業的規模以外の不動産貸付けには事業開始届出は不要。）
不動産所得には事業税の課税対象になるものがある。所得税の確定申告をすれば、個人事業税の申告は不要。
また消費税の課税対象になるものもある。しかし所得税の確定申告をしても、個人消費税の申告が不要にならない。

## 参照
1. ↑  No.2250 損益通算|所得税|国税庁
2. ↑  No.1370 不動産収入を受け取ったとき(不動産所得)｜国税庁]
3. ↑  No.1373 事業としての不動産貸付けとそれ以外の不動産貸付けとの区分（国税庁）
4. ↑  No.2072 青色申告特別控除｜国税庁
5. ↑  No.1399 新たに不動産の貸付けを始めたときの届出など（国税庁）